# Angelika von Lagerström
Angelika von Lagerström (* 1812 in Königsberg; † 20. November 1879 ebenda) war eine deutsche Lehrerin und Schriftstellerin, die auch unter dem Pseudonym A. von Moeller publizierte.

## Leben
Sie lebte als Sprachlehrerin in Danzig, seit 1850 in Königsberg. 1852 wurde sie als Angehörige der Freien Gemeinde ausgewiesen und ging nach London, wo sie als Lehrerin und Schriftstellerin tätig war. Hier betreute sie zeitweise den Haushalt von Gottfried Kinkel nach dem Tode von dessen Frau Johanna (1858). Sie verkehrte hier auch mit Malwida von Meysenbug. Im Jahre 1864 kehrte sie nach Königsberg zurück und ist hier im Alter von 57 Jahren gestorben.

## Werke
- Der Bergknabe oder „Mir ist's nicht um's Geld sondern um's Wort halten!“ Vereins-Buchhandlung, Berlin 1847.
- Hans und Käthchen. Berlin 1850.
- Die Mennoniten. Wahre Begebenheit. Kühling, Berlin 1851.
- Der erste Betrug. Gabe für die Jugend auf Lebenszeit. Berlin 1851.
- Der Friedensbote. Sammlung von Erzählungen und Gesprächen für Kinder und Eltern. Winckelmann, Berlin 1851.
- Die Sonntagskinder. Eine Jugendschrift. Kiesling, Zürich 1853. (Digitalisat)
- Allerlei Gutes und Schönes für kleine Leute. Kiesling, Zürich 1853. (Digitalisat)
- Der Tante Kinderbuch. Kleine Erzählungen und Märchen für Kinder von 5–8 Jahren. Mit Illustrationen von Theodor Hosemann. Winckelmann, Berlin 1853.
- Das nette Jugendbüchlein. Kinder-Betrachtungen. Vereins-Buchhandlung, Berlin 1856
- Erzählungen und Schauspiele für die reifere Jugend von 11 bis 14 Jahren. Chelius, Stuttgart 1861.
- Florence Nightingale, die Krankenwärterin im Felde. Perthes, Gotha 1870.
- Edle Frauen. Skizzen. Perthes, Gotha 1870. (Digitalisat)
- Biographisches Gedenkbuch. 2 Bände. Siegesmund & Volkening, Leipzig 1871. (Digitalisat Band 1), (Band 2)
- Kinderleben in England. Erzählung für die Jugend. Trewendt, Breslau, 1874
- Deutsche Frauen. Biographische Skizzen und Charakterschilderungen. Akademische Buchhandlung, Königsberg 1873. (Digitalisat)
- Campanella, die kleine Geigerin. Frei nach dem Englischen der Mrs. Mercier. Hirt, Leipzig 1879. (Digitalisat)
- Die ungleichen Schwestern. Erzählung für die reifere weibliche Jugend. Hirt, Leipzig 1888. (Digitalisat der 2., umgearbeiteten Auflage)